# 塞德里克·维拉尼
塞德里克·维拉尼（法語：Cédric Villani，法語發音：[sedʁik vilani]；1973年10月5日—），法国数学家，2010年菲尔兹奖得主。同时也是一位政治家，现任國民議會議員。

## 简历
1973年10月5日，出生于法国的布里夫拉盖亚尔德。1998年，在巴黎高等師範學院获得博士学位，博士论文研究玻尔兹曼方程和分子运动论，博士论文指导教授为皮埃尔-路易·利翁（法語：Pierre-Louis Lions）。自2000年9月，担任里昂高等師範學校教授。
自2009年起，担任索邦大学和法国国家科学研究中心的庞加莱研究所主任。
2017年投身政界，參加埃马纽埃尔·马克龙總統的共和國前進！黨，並當選為國民議會議員。

## 荣誉
- 2008年，欧洲数学学会奖；
- 2009年，费马奖；
- 2010年，菲尔兹奖。